# Дипломатична служба України
Дипломатична служба України — державна служба громадян України, спрямована на практичну реалізацію зовнішньої політики України, захист національних інтересів України у сфері міжнародних відносин, а також прав та інтересів громадян і юридичних осіб України за кордоном.
Новітній етап діяльності вітчизняної дипломатичної служби фактично розпочався уже тоді, коли ВР УРСР ухвалила Декларацію про державний суверенітет України 1990. У декларації зазначалося, що Україна "як суб'єкт міжнародного права здійснює безпосередні зносини з іншими державами, укладає з ними договори, обмінюється дипломатичними, консульськими, торговельними представництвами, бере участь у діяльності міжнародних організацій". Іншим визначальним документом для української дипломатичної служби стала постанова ВР УРСР від 25 грудня 1990 "Про реалізацію Декларації про державний суверенітет України в сфері зовнішніх зносин", яка передбачала налагодження дипломатичних зносин з іншими державами, гарантування участі України в загально-європейському процесі й європейських структурах і підготовку проектів законів, що мають регулювати зовнішньо-політичні зносини України. Однак лише після прийняття Акта проголошення незалежності України 24 серпня 1991 процес визначення пріоритетів зовнішньої політики держави, утвердження її самостійної дипломатичної служби та розвитку двосторонніх і багатосторонніх відносин набув системного й послідовного характеру. Міжнародне визнання України як незалежної держави й повноцінного суб'єкта міжнародних відносин розпочалося відразу після референдуму всеукраїнського 1 грудня 1991, який проводився на підтвердження Акта проголошення незалежності України. Першими, 2 грудня 1991, незалежність України визнали Польща і Канада. До завершення 1991 Україну визнали ще 66 держав світу. На початок 2004 в Україні акредитовані посли більше 120 держав.
Одночасно з процесом інтенсивного розширення міжнародних контактів Україна активно створює національну правову базу зовнішньо-політичної діяльності. На сьогодні ця діяльність регулюється насамперед Конституцією України 1996, Основними напрямами зовнішньої політики України від 2 липня 1993, низкою законів України та указів Президента України.
Одним із перших вагомих зовнішньо-політичних кроків України, який став значним внеском у зміцнення глобальної безпеки, була відмова України від ядерної зброї, успадкованої нею від СРСР (див. Договір про нерозповсюдження ядерної зброї). 2000 Україна втретє була обрана (терміном на два роки) непостійним членом Ради безпеки Організації Об'єднаних Націй. За роки незалежності Україна стала учасником понад 100 міжнародних організацій, членом глобальної антитерористичної коаліції. Україна – активний учасник миротворчих операцій Організації Об'єднаних Націй, контрибутор глобальної і регіональної безпеки. Вона визнана стратегічним та особливим партнером Європейського Союзу і НАТО, є стороною близько 4 тис. міжнародно-правових документів, має розгалужену мережу дипломатичних та консульських установ.
Згідно зі ст. 106 Конституції України керівництво зовнішньо-політичною діяльністю держави здійснює Президент України, який представляє країну на міжнар. зустрічах, веде переговори та укладає міжнародні договори України, приймає рішення про визнання іноземних держав, призначає та звільняє глав дипломатичних представництв України в інших державах і при міжнародних організаціях, приймає вірчі та відкличні грамоти дипломатичних представників іноземних держав.

## МЗС України
Згідно з Указом Президента України "Про Положення про Міністерство закордонних справ України" від 3 квіт. 1999 центр. органом виконавчої влади України, який забезпечує відповідно до наданих йому повноважень проведення зовнішньої політики держави й координацію діяльності у сфері зовнішніх зносин, є МЗС України. Основними завданнями МЗС є забезпечення національних інтересів і безпеки України шляхом підтримання мирного і взаємовигідного співробітництва з членами міжнародного співтовариства, сприяння забезпеченню стабільності міжнародного становища України, піднесенню її міжнародного авторитету, поширенню у світі образу України як надійного і передбачуваного партнера, створення сприятливих зовнішніх умов для зміцнення незалежності, державного суверенітету, економічної самостійності та збереження територіальної цілісності України, захист прав та інтересів громадян і юрид. осіб України за кордоном, сприяння розвиткові зв'язків із українською діаспорою.
Після прийняття Декларації про державний суверенітет МЗС України очолювали: А.Зленко (27 лип. 1990 – 25 серп. 1994), Г.Удовенко (25 серп. 1994 – 17 квіт. 1998), Б.Тарасюк (17 квіт. 1998 – 29 верес. 2000), А.Зленко (2 жовт. 2000 – 2 верес. 2003), К.Грищенко (2 верес. 2003 – 4 лют. 2005). Від 4 лютого 2005 МЗС України очолював Б.Тарасюк (див.Список міністрів закордонних справ України).
Велика увага в МЗС приділяється підготовці нової генерації українських дипломатів. Серед ключових вищих учбових закладів для дипломатичної служби вагому роль відіграють Дипломатична академія при МЗС України, Інститут міжнародних відносин Київського університету, Львівський університет, Національна юридична академія ім. Ярослава Мудрого.